# Oscar Halle
Oscar Halle (Bärwalde, 19 augustus 1857 – 1921?) was een Duits kunstschilder, die het grootste deel van zijn leven in België heeft doorgebracht. Zijn stijl balanceerde tussen sociaal-geëngageerd realisme en impressionisme.

## Biografie
Hij werd geboren in Bärwalde, West-Pommeren, toenmalig Duits gebied dat nu Mieszkowice heet en tot Polen behoort. Zijn vader was een welgesteld handelaar. Hij bracht zijn jeugd door in Berlijn. Hij geraakte er in de ban van de schilderkunst. Na beraad koos hij definitief voor een artistieke carrière in plaats van een loopbaan in de handelswereld.
Hij deed zijn artistieke studies in Berlijn onder leiding van de kunstenaars George Inmann & Otto Knille, coloristen en veteranen van de oude school.
Hij vervolmaakte zich aan de Academie te Dresden en -–vanaf 1883- bij Karel Verlat te Antwerpen. Verlat, schilder van oriëntaalse taferelen en scènes met dieren, stond toen op het toppunt van zijn internationale roem. Te Antwerpen woonde Oscar Halle in de Zilversmidstraat, op nummer 17.
Op 4 september 1891 – eerder laat - sloot Halle zich aan bij de reeds in 1883 gestichte Antwerpse kunstkring “Als ik Kan”, die voornamelijk traditioneel werkende realisten verenigde: Léon Brunin, E. Chapel, P. De Wit, J. Rosier, H. Timmermans, Henry Luyten, Rosa Leigh, Evert Pieters, Aloïs Boudry, Evert Larock en vele anderen. Oscar Halle en V. Hageman waren de laatst toegetreden kunstenaars van “Als Ik Kan”.
Nog tijdens zijn Antwerpse periode had Halle een individuele tentoonstelling in “Les Salons de la Libre Critique” (Salle Clarembaux te Brussel; 5-15 december 1896).
Omstreeks 1900 verhuisde Oscar Halle naar Oostende in de Wellingtonstraat, 33 (later 44). Reeds in april 1900 verscheen in het Oostendse blad “Le Carillon” een artikel over Halle, dat naast een beschrijving van zijn atelier ook een opsomming van enkele titels van werken bevat: “Volkskind, hout sprokkelend in de duinen”, “Een moeder”, “biddend om haar zoon die naar de oorlog is”, “Een maaier te Stene”, “Een garnaalvisser te Koksijde”, “Interieur – het gebed”, “Interieur – een confidentie”, “Interieur – kantwerkster te Nieuwpoort”, “Interieur – arm vrouwtje in De Panne”, “Droevig lied” & “Werkloos”. Twee zaken worden duidelijk: sociaal geëngageerde themas & de Westkust waren belangrijke inspiratiebronnen.
Halle kon zich van meet af aan goed in het Oostendse kunstleven integreren. Hij werd lid van Ostende Centre d’Art, een initiatief van Edmond Picard ter bevordering van de culturele animatie in de badstad. Verder exposeerde hij in de drie salons die door dit Centre werden ingericht in de zomers van 1905, 1906 & 1907.
In 1908, werd hij lid van de Cercle Artistique d’Ostende die gesticht werd door enkele lokale kunstenaars als Jan De Clerck en Oscar De Clerck, Karel de Kesel, Eugène-Achille Gerbosch, Louis Royon e.a. Oscar Halle nam tot in 1914 deel aan de salons van deze kunstkring. Ook werd hij lid van de Kunstkring van Nieuwpoort-Stad.
In juni-juli 1914 organiseerde Halle een tentoonstelling van eigen werk bij hem thuis in de Wellingtonstraat. In “Le Carillon” van 27 juni 1914 vernemen we er meer over: in twee ruimtes toonde hij zowel oud als recent werk. Men zag er portretten, o.a. de schilder Huyghen, een Hongaarse dame in avondtoilet, het portret van mevrouw Halle en dat van haar moeder in rouw, van de criticus Auguste Joly. Verder schilderijen van oude volksvrouwtjes in gebed, Zeelandse vrouwen, baadsters, Hollandse interieurs, zuiderse landschappen… Ook de regio Oostende kwam aan bod : Langs de vaart te Jabbeke, Visserskaai te Oostende, Zonsondergang aan zee... Brugge eveneens (Begijnhof) & de omgeving van Namur (een oude smidse) waren vertegenwoordigd.
Wanneer de oorlog uitbreekt in augustus 1914, verliezen we Halle uit het oog: nergens zijn sporen van zijn activiteiten ná deze maand, noch te Oostende, noch elders te vinden. Was hij –als Duitser- persona non grata en heeft hij de stad of het land verlaten? Is hij gevlucht naar een niet-bezet land of landsdeel en is hij daar geïsoleerd van familie of vrienden in 1921 overleden ? Zelfs over het jaar van overlijden kan er geen bevestiging gevonden in kunsthistorische tijdschriften.
De stijl van Halle evolueerde van realisme naar een gematigde vorm van impressionisme. Hij bleef steeds tussen de twee balanceren zonder ooit echt tot een vol, rijp impressionisme te komen.
Volgende werken van Halle waren te zien in diverse eigentijdse salons:
- Salon 1895, Gent : “Melancholie”;
- Salon 1902, Gent : “Tegen wind en stroom” & “Zeeldraaierij”;
- Salon 1902, Oostende (Kursaal) : “Portret van Mevrouw D.” & “Molen te Zaandam”;
- Salon 1906, Gent : “Jong Hollands meisje”;
- Salon 1906, Oostende (Kursaal) : “Het Minnewater te Brugge” & “Strijksters”;
- Salon 1907, Oostende (Kursaal) : “De wieg”, “Vissersweduwe” & “Interieur op het eiland Marken”;
- Salon 1909, Gent : “Bij de wieg”;
- Salon 1912, Nieuwpoort – (Kunstkring) : “Bij de zieke”, “In de serre”, “Rotterdam”, “Zomer”, “Gezicht op Brugge” & “Studiekop”;
- Salon 1913, Oostende –(Cercle Artistique) : “De verlaten groeve”, “Oude vrouw”, “Kleine Hollandse”, “De oogst”, “De baai”, “Duinen aan de kust”, “Studie”, “Kinderkopje”, “Kleine breister”, “Langs het kanaal”, “Studie van de lucht”
- Salon 1914, Spa : “Vissersboten in de Oostendse Haven”, “Stadsgezicht in Brugge”

## Musea
- Antwerpen, Museum Vleeshuis (affiche)
- Brussel, K.M.S.K., Interieur (1901)
- Oostende, KaZ (voorheen M.S.K.) “Touwslagerij”(aangekocht in 1906) “Marine-nocturne”; een werk “Jonge Moeder bij de wieg” (gift van de kunstenaar in 1906; werd vernield in 1940)

## Iconografie
- foto in de catalogi van de Oostendse Salons
- er bestaat een eigentijdse set gekleurde prentkaarten met werken van Halle.

- RKD-Nederlands Instituut voor Kunstgeschiedenis: 95595
- Union List of Artist Names: 500143671
- Virtual International Authority File: 96653910